# Сон Сок У
Сон Сок У (кор. 송석우) — південнокорейський ковзаняр, спеціаліст з бігу на короткій доріжці, олімпійський чемпіон, чемпіон світу та призер чемпіонатів світу, чемпіон Азійських ігор.
Золоту олімпійську медаль та звання олімпійського чемпіона Сон здобув разом із товаришами з південнокорейської команди в естафеті на 5000 м на Туринській олімпіаді 2006 року.

## Зовнішні посилання
- Досьє на www.sports-reference.com [Архівовано 15 грудня 2012 у Wayback Machine.]

## Виноски
1. ↑  Les-Sports.info
2. ↑  Torino 2006 Official Report - Short Track Speed Skating (PDF). Torino Organizing Committee. LA84 Foundation. March 2009. Архів оригіналу (PDF) за 12 червня 2012. Процитовано 24 травня 2009.